# Escut de Castell de l'Areny
L'escut oficial de Castell de l'Areny té el següent blasonament:
Escut caironat: d'argent, un mont de sinople movent de la punta somat d'un castell de gules obert sobremuntat d'un sautoret (o creu de Sant Vicenç) d'or perfilat de gules. Per timbre, una corona mural de poble.

## Història
Va ser aprovat el 20 de novembre del 2007 i publicat al DOGC el 4 de desembre del mateix any amb el número 5022.
Les armes parlants tradicionals de Castell de l'Areny, el castell dalt d'un mont, reflecteixen també la situació geogràfica del poble, situat dalt de la serra anomenada les Roques del Castell. El sautor és el senyal al·lusiu a sant Vicenç, patró de la parròquia.